# Matrix (Club)

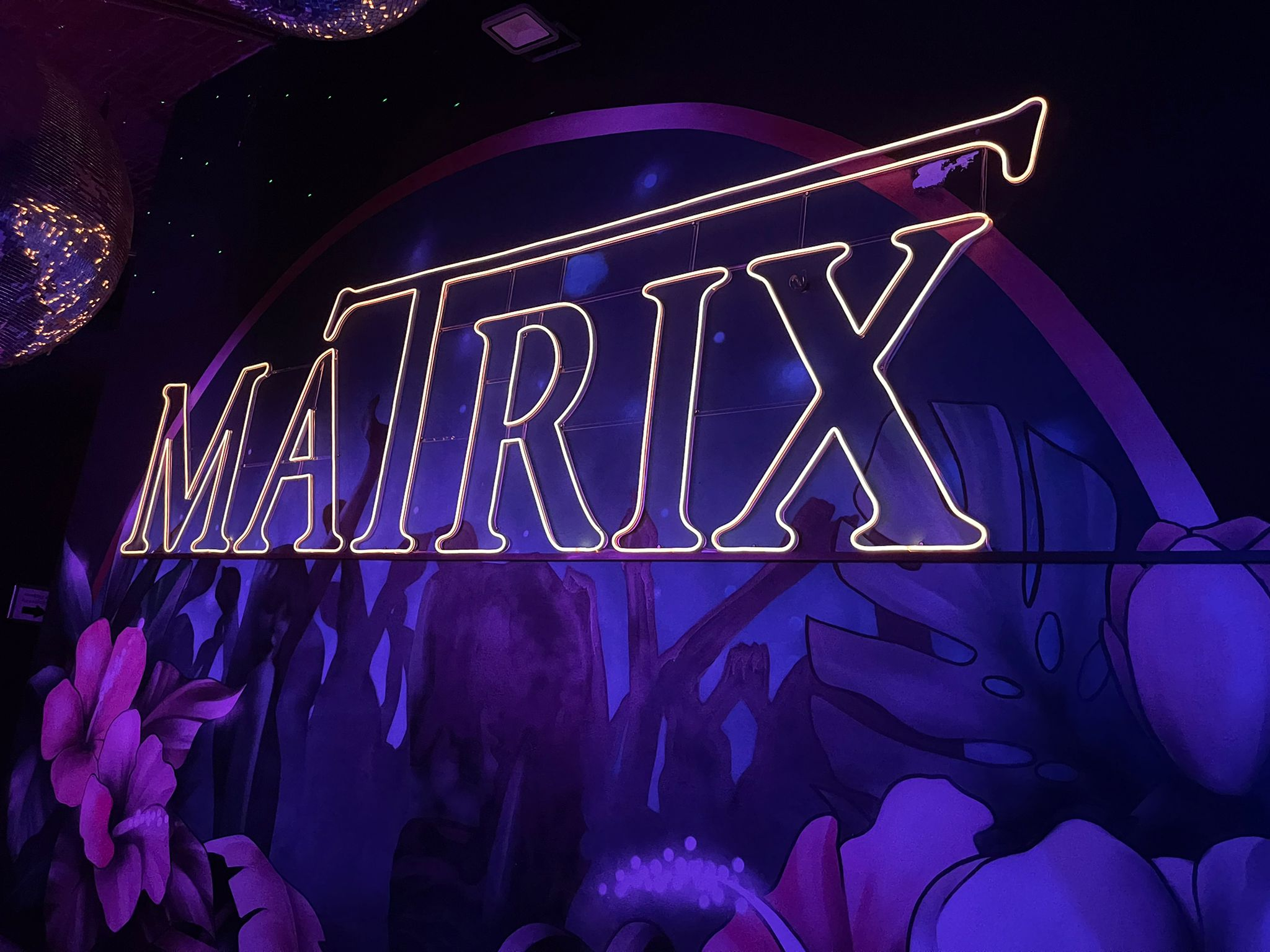
Logo im Innenbereich des Matrix

Das Matrix (offiziell: Matrix Club Berlin) ist eine Großraumdiskothek in Berlin. Bekannt ist der Club als einer der Drehorte der RTL-II-Serie Berlin – Tag & Nacht. Die Serie wird dort während des laufenden Betriebes gedreht.
Der Club wurde 1995 gegründet und befindet sich seit Herbst 1996 in zehn Gewölben des U-Hochbahnhofes Warschauer Straße im Stadtteil Friedrichshain. Er hat ein Fassungsvermögen von bis zu 2.500 Besuchern und ist von Montag bis Sonntag geöffnet.
Bekanntheit erlangte das Matrix in den 1990er Jahren als Auftrittsort bekannter DJs aus dem Bereich der elektronischen Tanzmusik wie Marusha, WestBam, DJ Dick, Underground Resistance, Josh Wink, Lords of the Underground, Lady B, Sven Väth oder Paul van Dyk. Mehrere Jahre stellte der Club auf der Love Parade ein eigenes Lovemobile.
Ab 2003 wurde das Musikangebot breiter ausgerichtet, seitdem werden im Club auch Chartmusik, Dance Classics, R’n’B, Black Music, Hip-Hop und Soul gespielt. Mit der „Narva Lounge“ eröffnete ein Teilbereich des Matrix mit eigenem Konzept und eigener Tür. Die unterschiedlichen Tanzmusikrichtungen werden auf bis zu sieben Tanzflächen präsentiert.
Zu bekannten Künstlern, die im Matrix aufgetreten sind oder regelmäßig auftreten, gehören Sabrina Setlur, Ne-Yo, George Morel, Vibekingz, Bushido und DJ Size.